# 安东·冯·维尔纳
安东·亚历山大·冯·维尔纳（德語：Anton Alexander von Werner，1843年5月9日—1915年1月4日）是一位德国画家，他以創作有關普鲁士王国的著名政治和军事事件的历史绘画而闻名。他被认为是威廉时代的主要领导者。

## 生平
维尔纳出生于普鲁士勃兰登堡省奥德河畔法兰克福，是一位木匠的儿子。他的家族来自东普鲁士，并于1701年被封为贵族，得到「馮」的稱號。1857年，他开始作为一名装饰画家学徒，并从1860年起在柏林普鲁士艺术学院学习绘画。一年后，他在卡尔斯鲁厄美术学院继续深造，师从约翰·威廉·席尔默、路德维希·德·库德雷斯、阿道夫·施罗德和卡尔·弗里德里希·莱歇。
在卡尔斯鲁厄，维尔纳結識了爱德华·德夫里特、约翰内斯·勃拉姆斯、克拉拉·舒曼、保罗·海斯和挪威画家汉斯·古德等艺术家。作家约瑟夫·维克多·冯·谢菲尔成为了他的亲密朋友，他将他介绍给巴登大公腓特烈一世，维尔纳为谢菲尔作品的几本印刷版绘制了插图。维尔纳于1865年到達巴黎，并于1867年3月至1868年7月再次访问巴黎，筹备1867年国际博览会。他深受让-奥古斯特-多米尼克·安格尔、欧仁·德拉克罗瓦、欧内斯特·梅索尼埃和莱昂·科尼特的历史画的影响。维尔纳在国际博览会上展出他的早期作品后获得了旅行奖学金，他于1868年移居意大利，并在罗马与安塞姆·费尔巴哈一起呆到1869年11月。返回巴登后，他收到了多个国家委托进行作画。
1870年10月，普法战争爆发，维尔纳随普鲁士腓特烈·威廉王储出征，隶属王储指挥指挥的第三军团。1871年1月，他被召唤到凡尔赛的普鲁士军队总部。并受命绘制画作，使得在德意志帝国在镜厅成立的场面永垂不朽。这幅画标志着维尔纳的最后突破，他结识了他所描绘的众多德意志国家的亲王，并见到了总理奥托·冯·俾斯麦和陆军元帅赫尔穆特·冯·毛奇、阿尔布雷希特·冯·罗恩以及皇帝威廉一世。随后他回到了德国首都柏林，1871年8月与他的导师阿道夫·施罗德的女儿马尔温·施罗德结婚。
在柏林，维尔纳设计了一座大型天幕，横跨菩提树下大道以迎接胜利的德国军队凯旋而至。他还收到了更多的公共委托，在胜利纪念柱的门廊上创作壁画装饰。他随后绘制了多幅委托画作，以纪念普法战争。
1873年维尔纳被任命为柏林藝術學院的教授。1875年他成为学院院长，其职业生涯达到了顶峰。1888年后，维尔纳在威廉二世的宫廷中成为了皇帝的御用绘画导师。1909年，他接替雨果·冯·楚迪（Hugo von Tschudi）领导柏林国家美术馆。1915年，维尔纳于在柏林舍訥貝格的家中去世，享年71岁。

## 画作

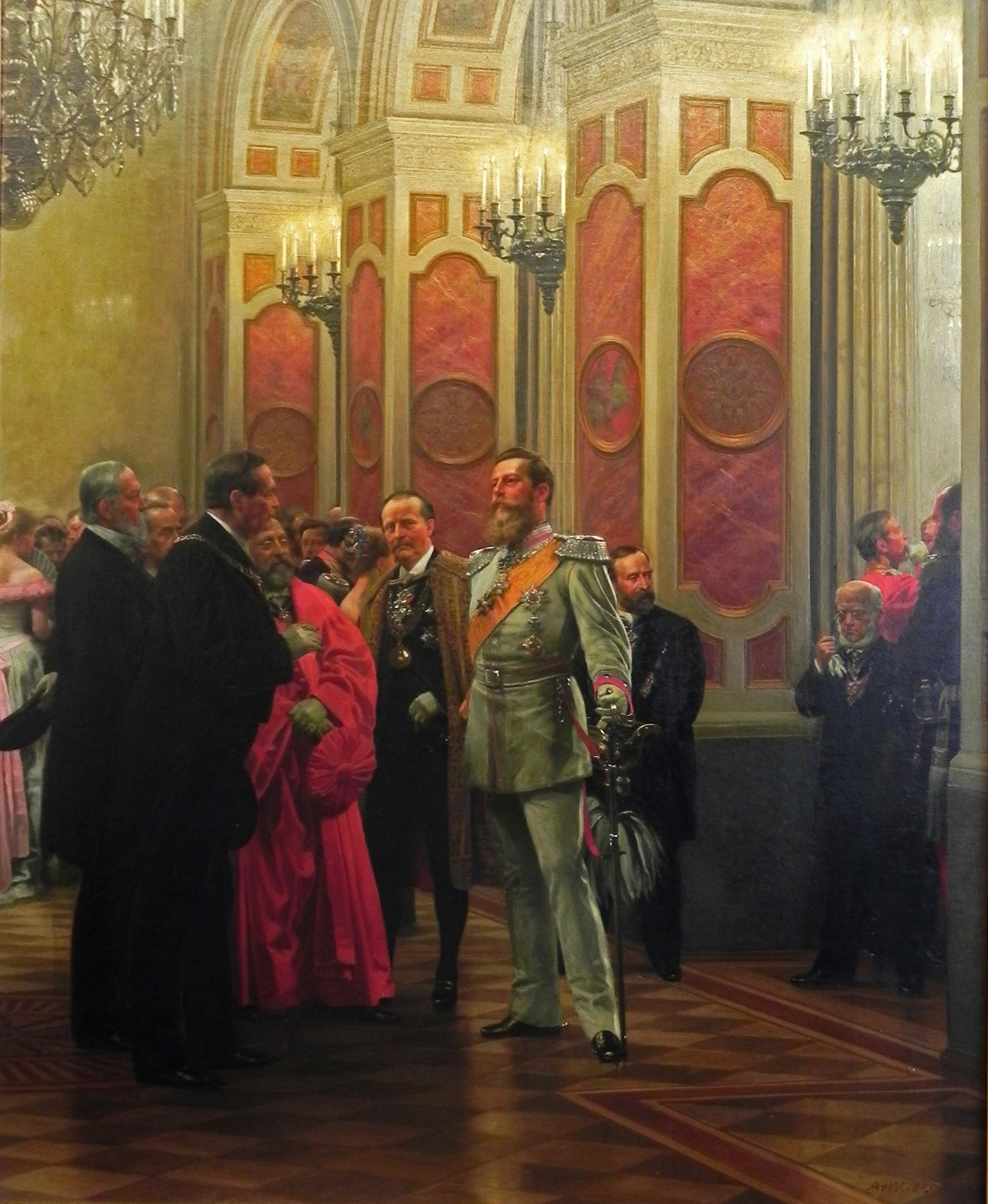
《宫廷上的腓特烈王太子》，1878
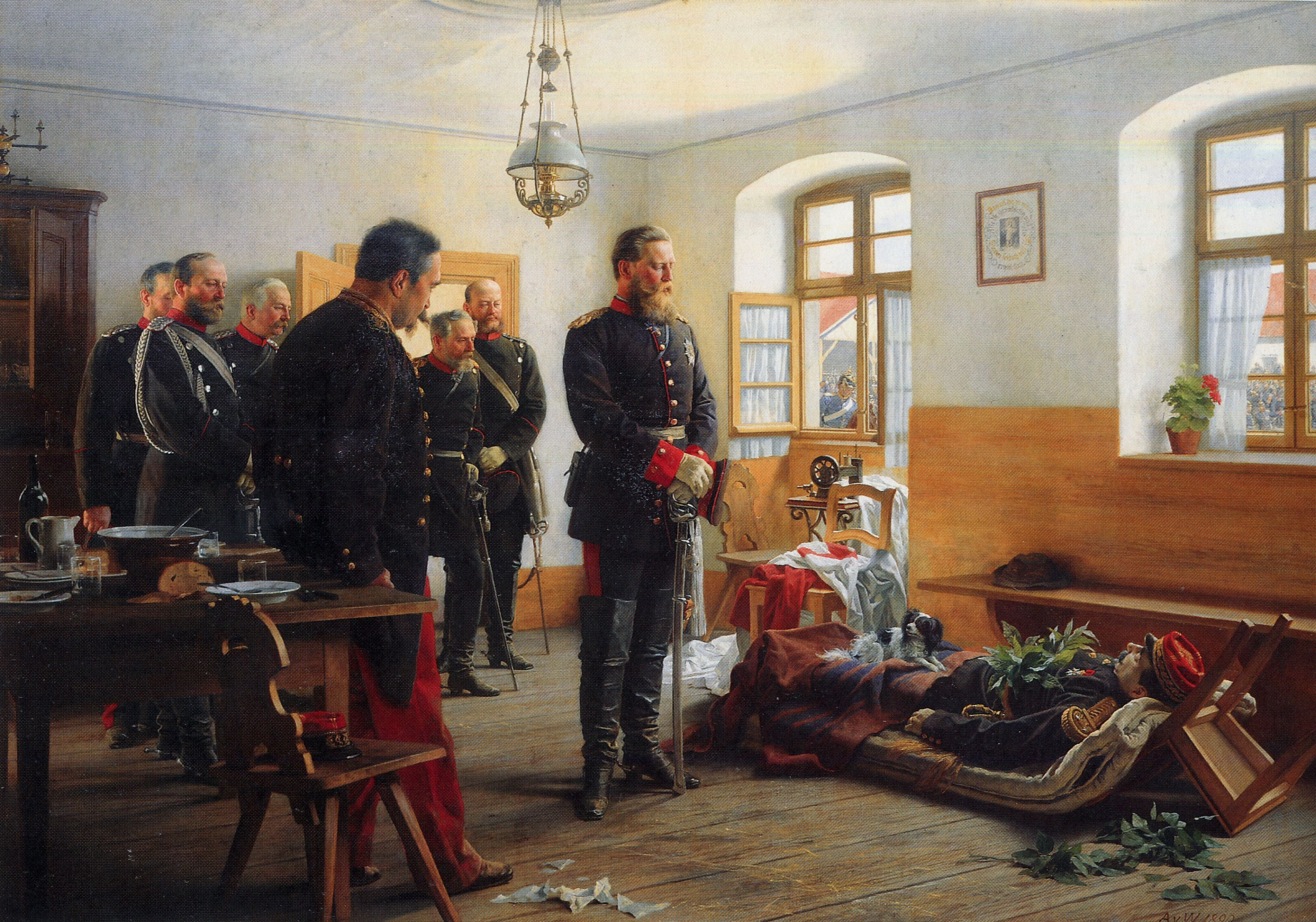
《王储腓特烈·威廉哀悼法国将军阿贝尔·杜埃的尸体》，1888
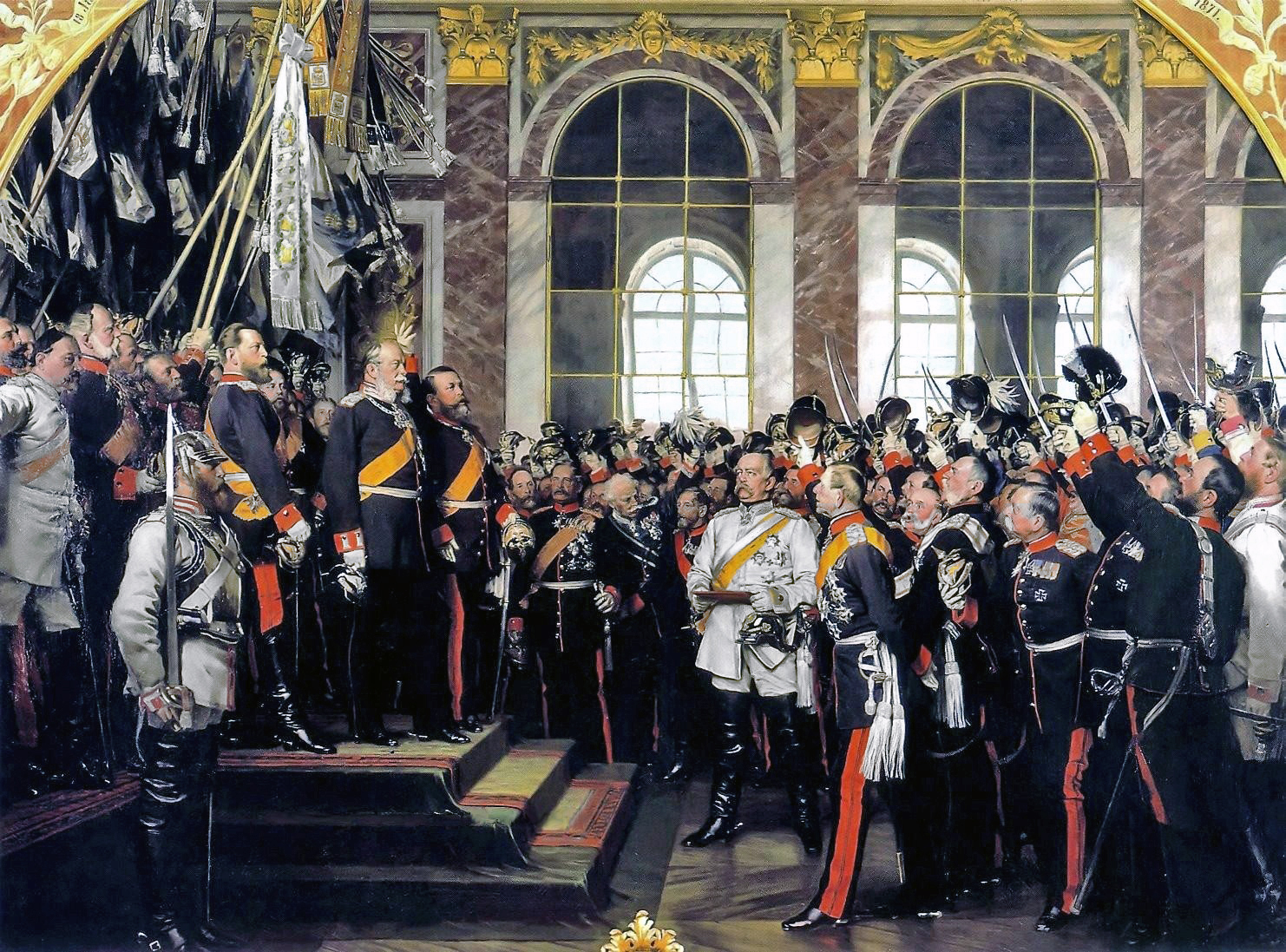
《德意志帝國宣告成立》，1877
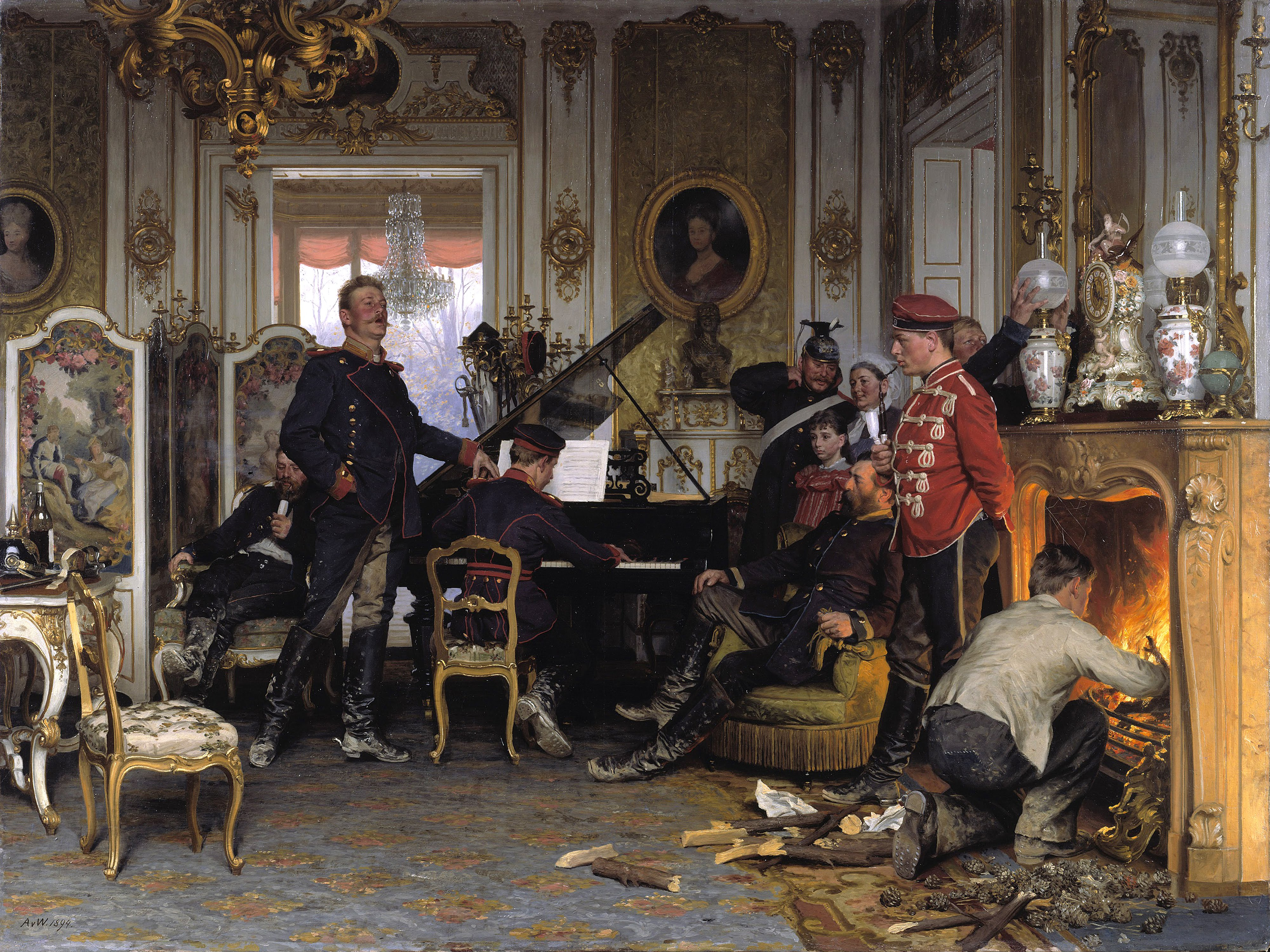
《巴黎郊外的兵舍》，1894
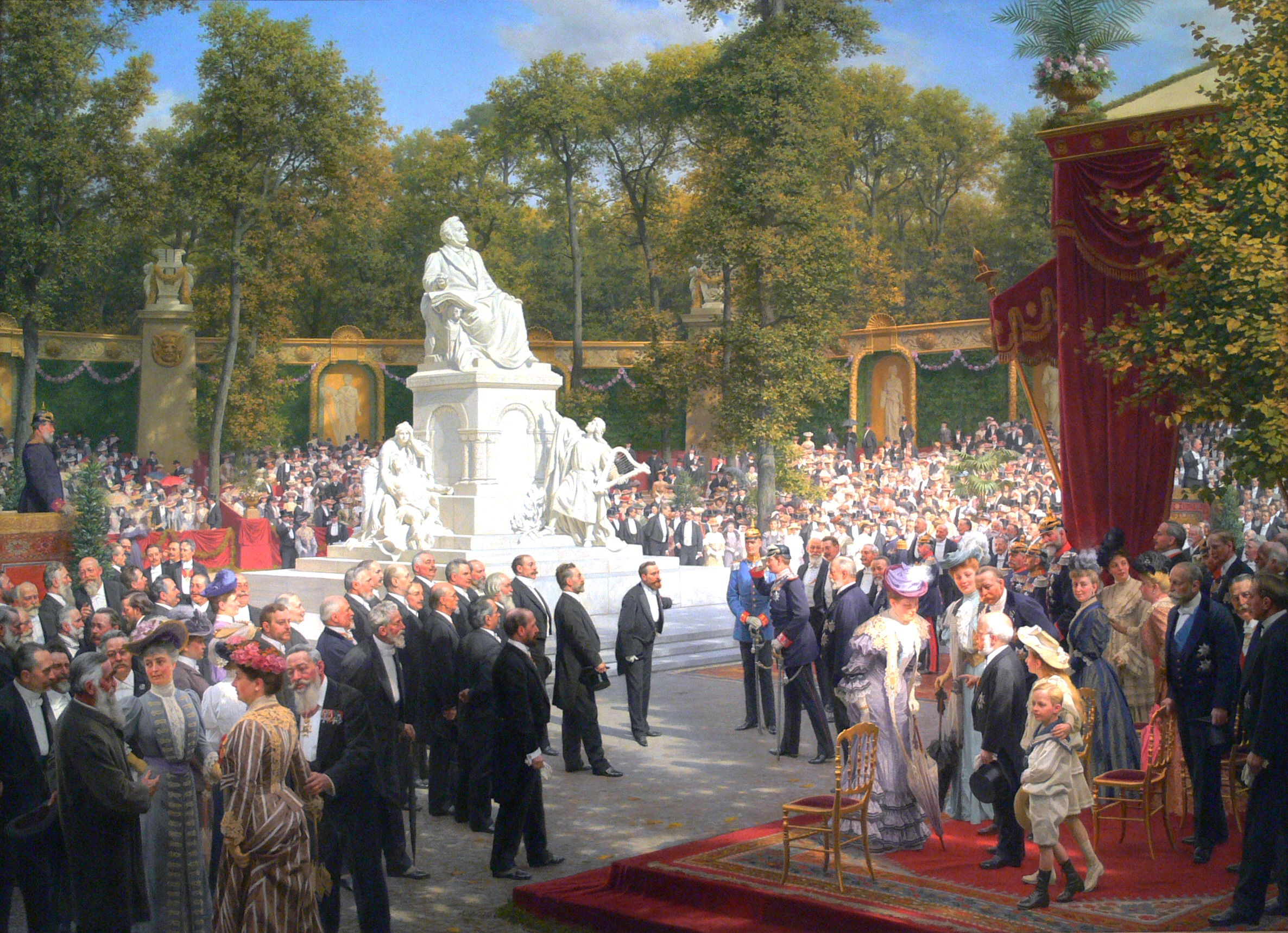
《蒂尔加滕的理查德·瓦格纳塑像揭幕》，1908
《阅读报纸的男人》，1893
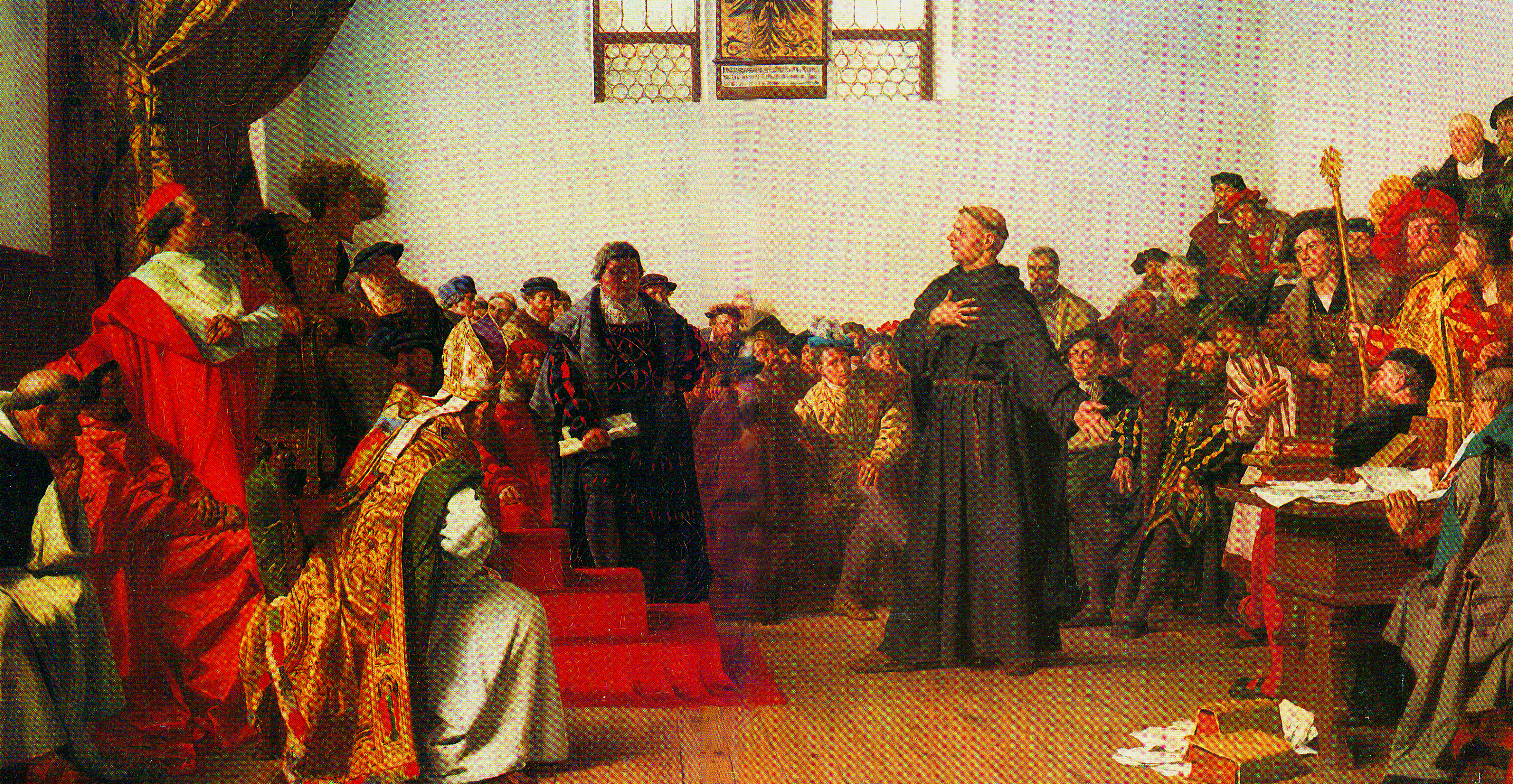
《沃木斯会议上的马丁·路德》，1877
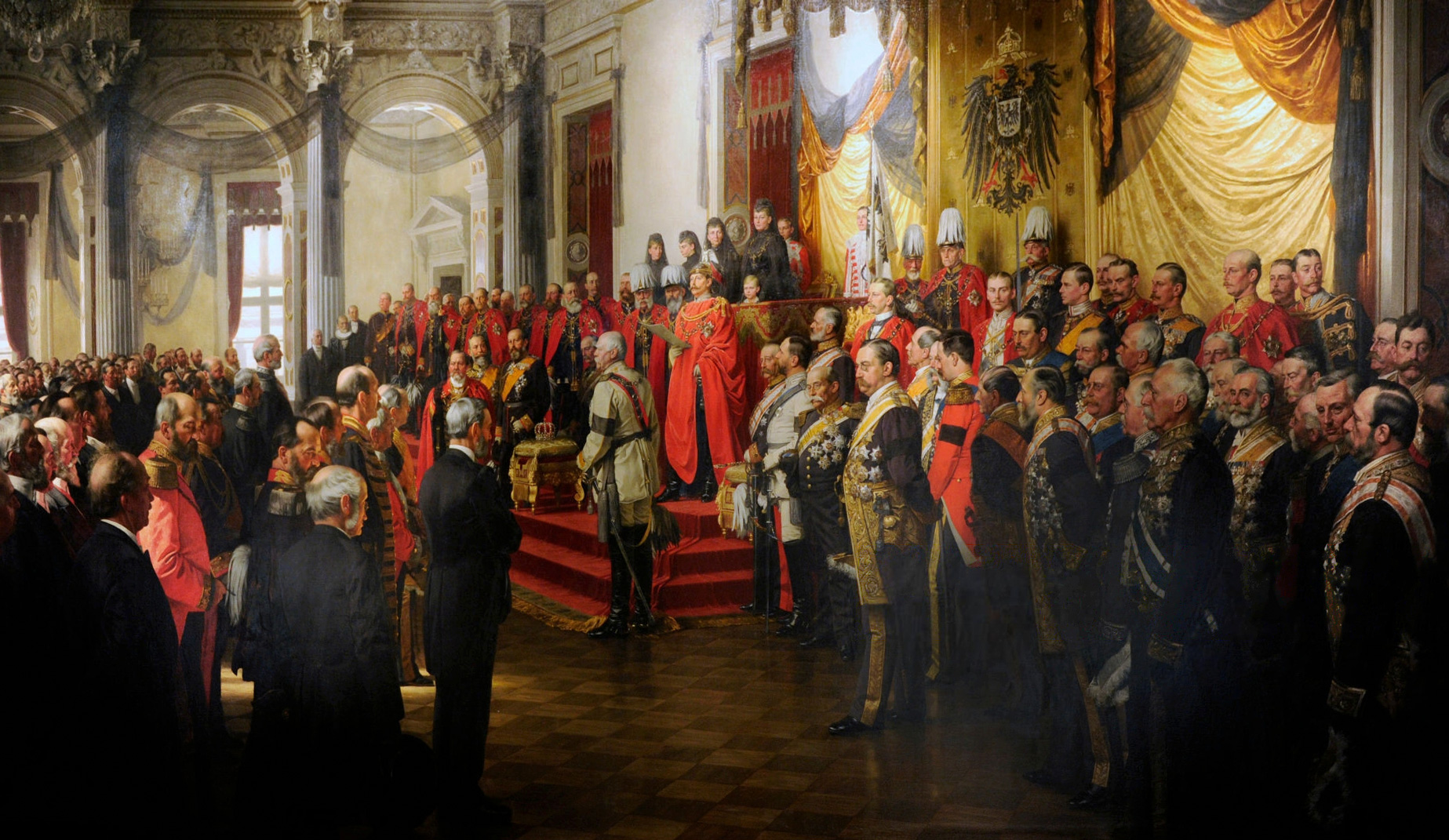
《1888年德意志帝国会议开幕》，1893
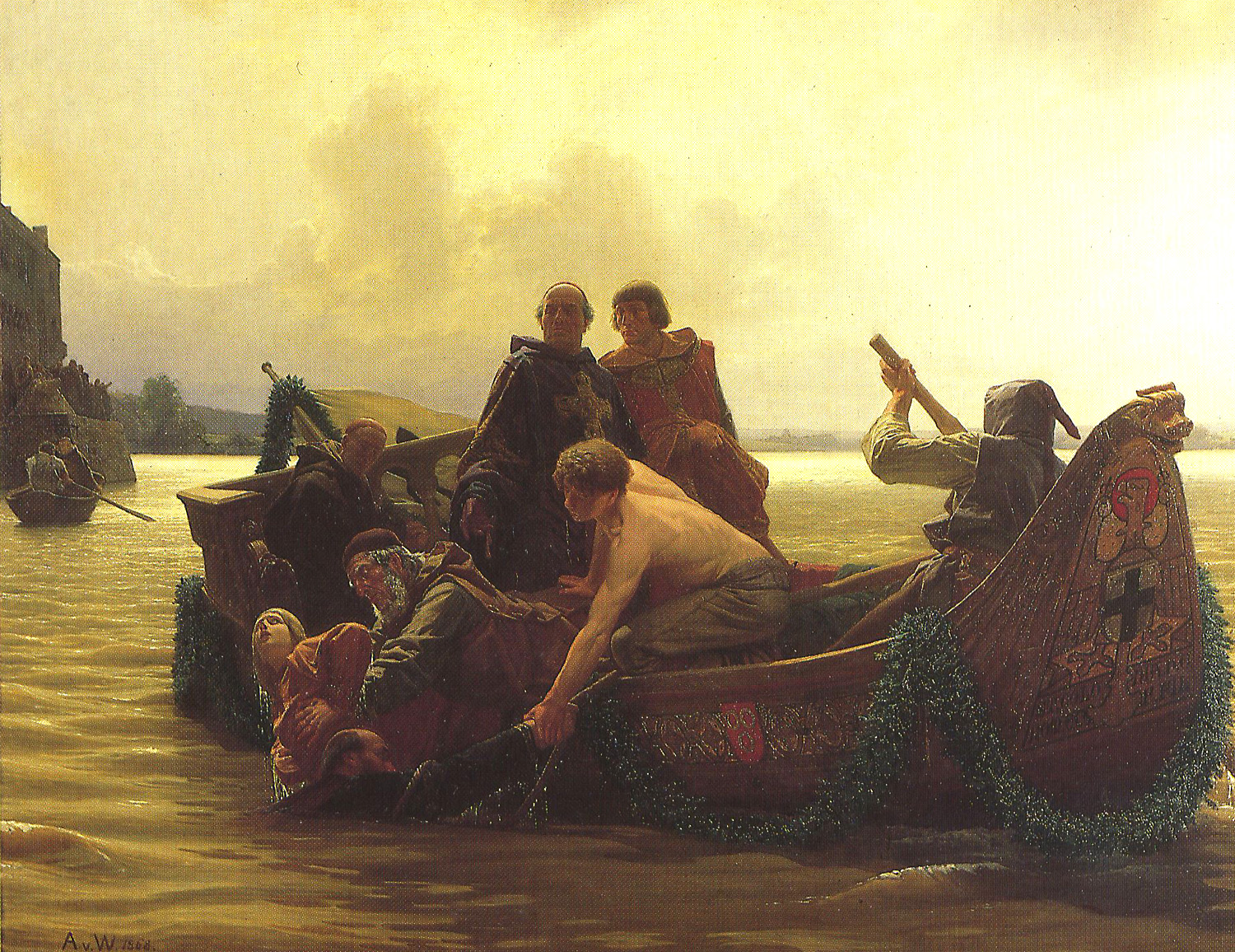
《科隆大主教安诺于1062年在凯泽斯韦特劫持海因里希四世》1868
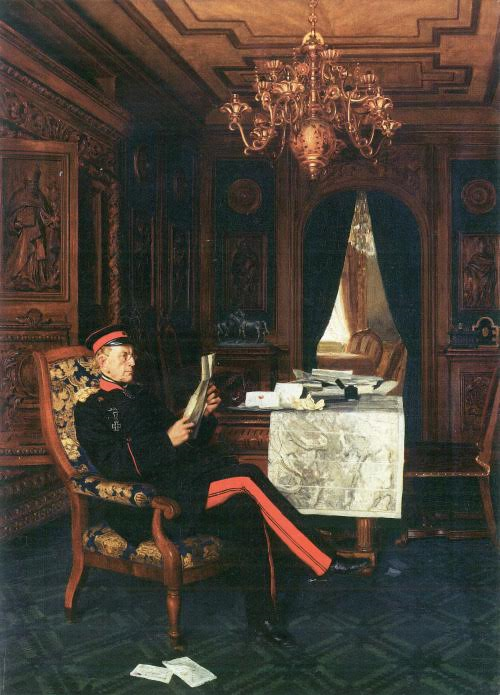
《赫尔穆特·冯·毛奇在凡尔赛宫》，1872
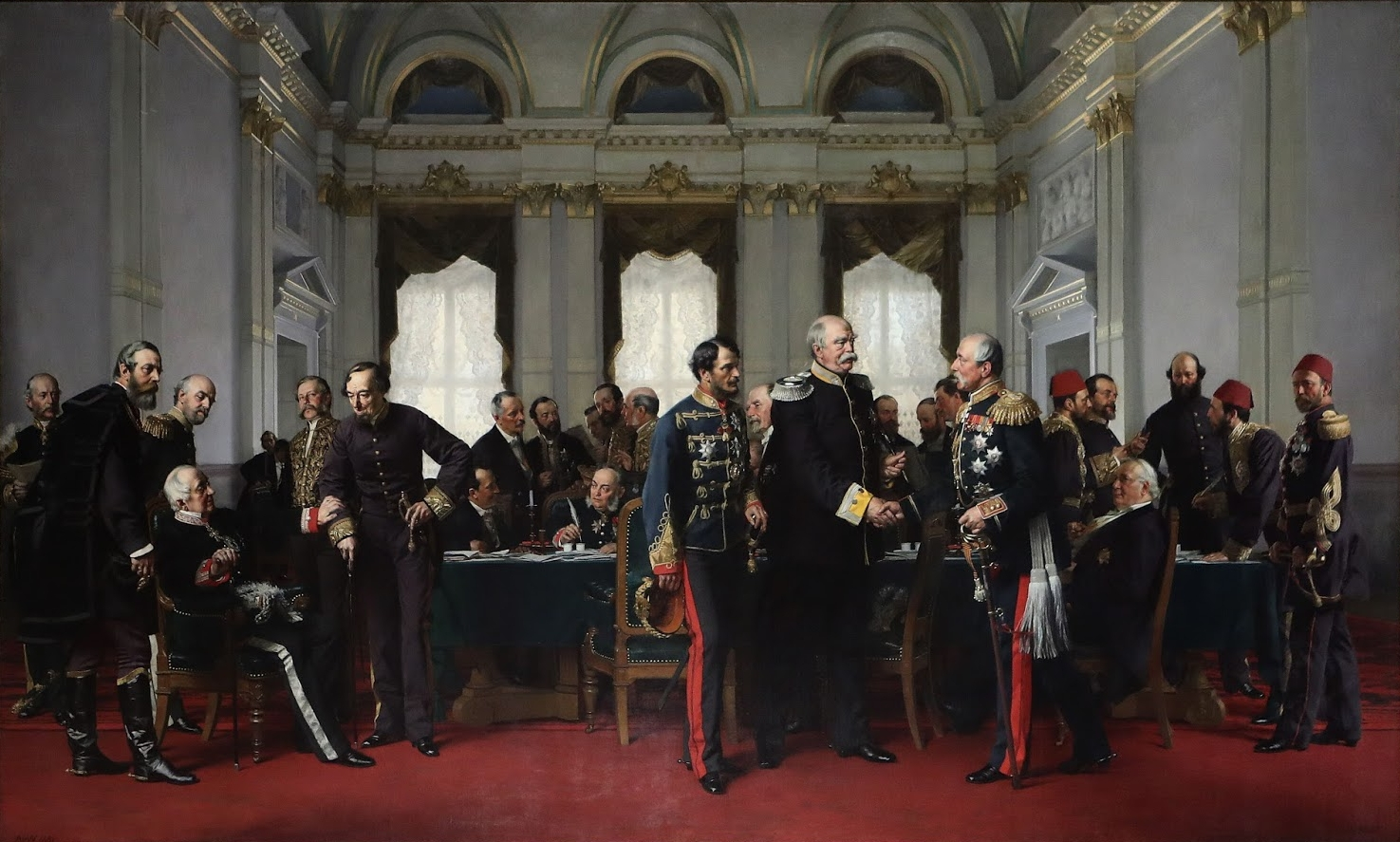
《柏林会议》，1881
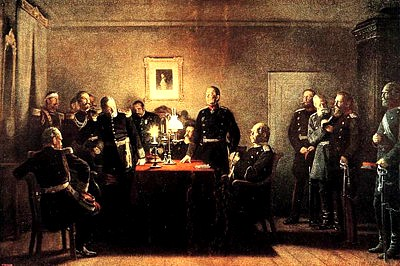
《色当受降》，1885
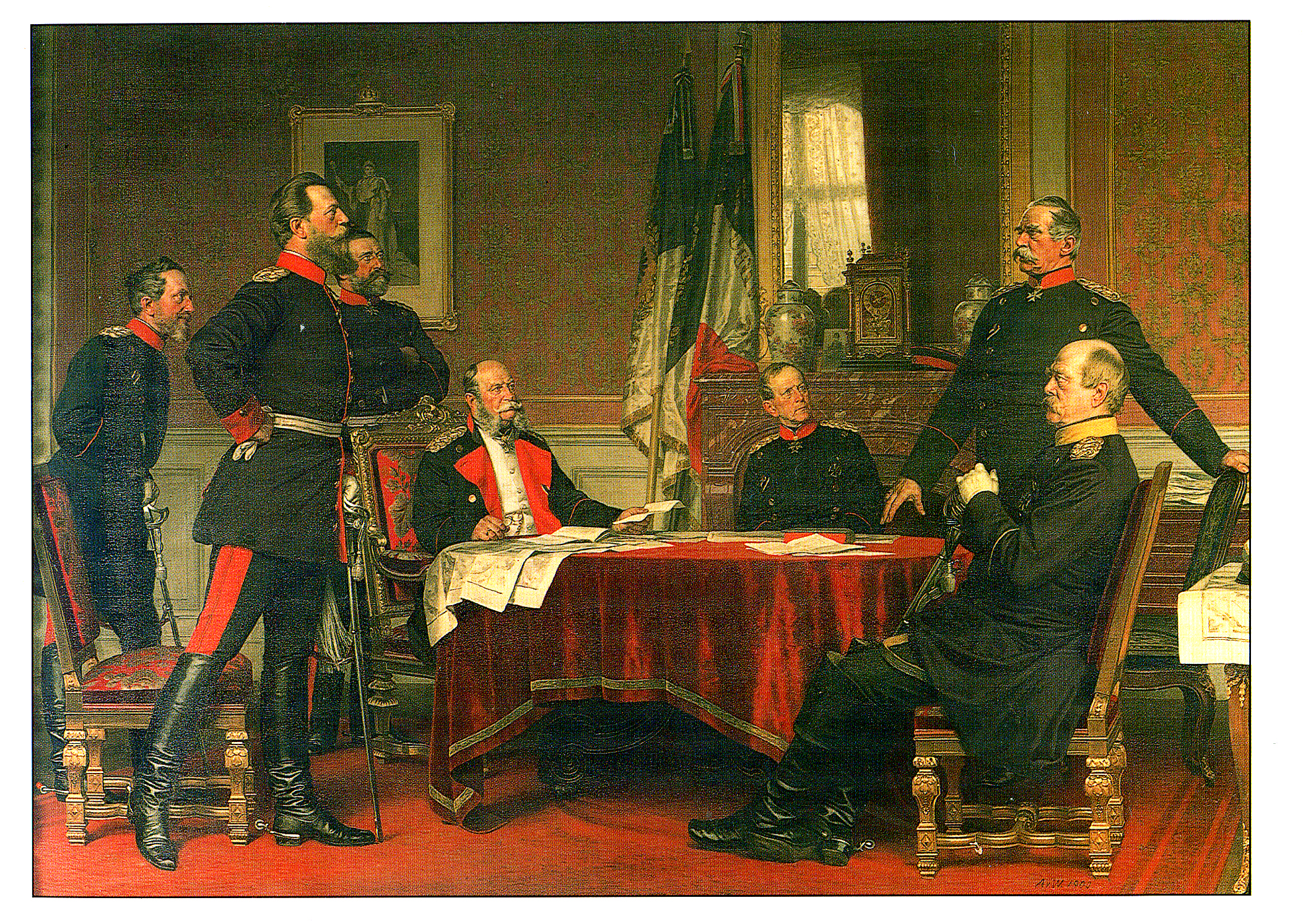
《凡尔赛的总参谋部》，1900
《七年战争中的冯·塞德利茨》，1890
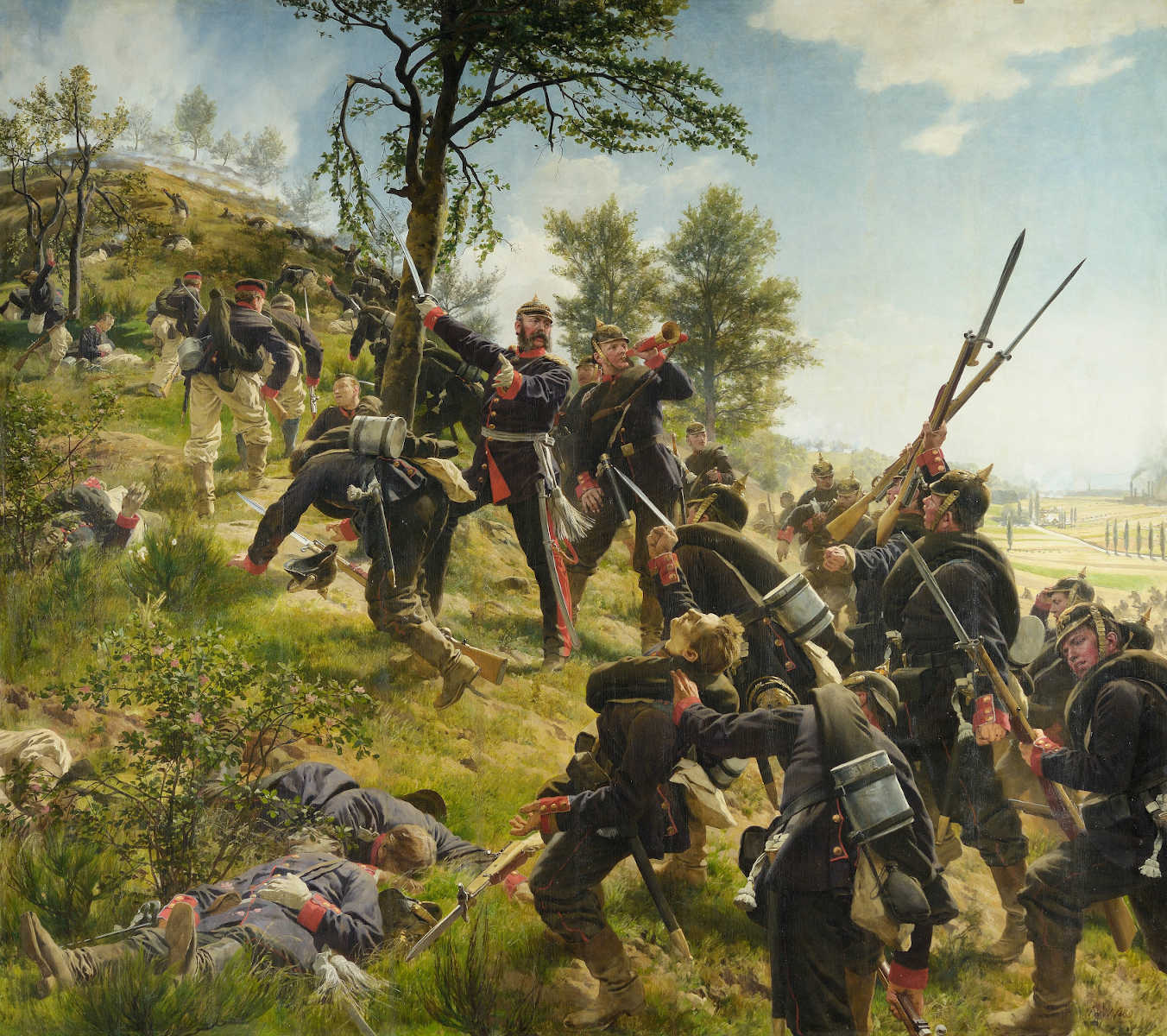
《萨尔布吕肯的反攻》，1880
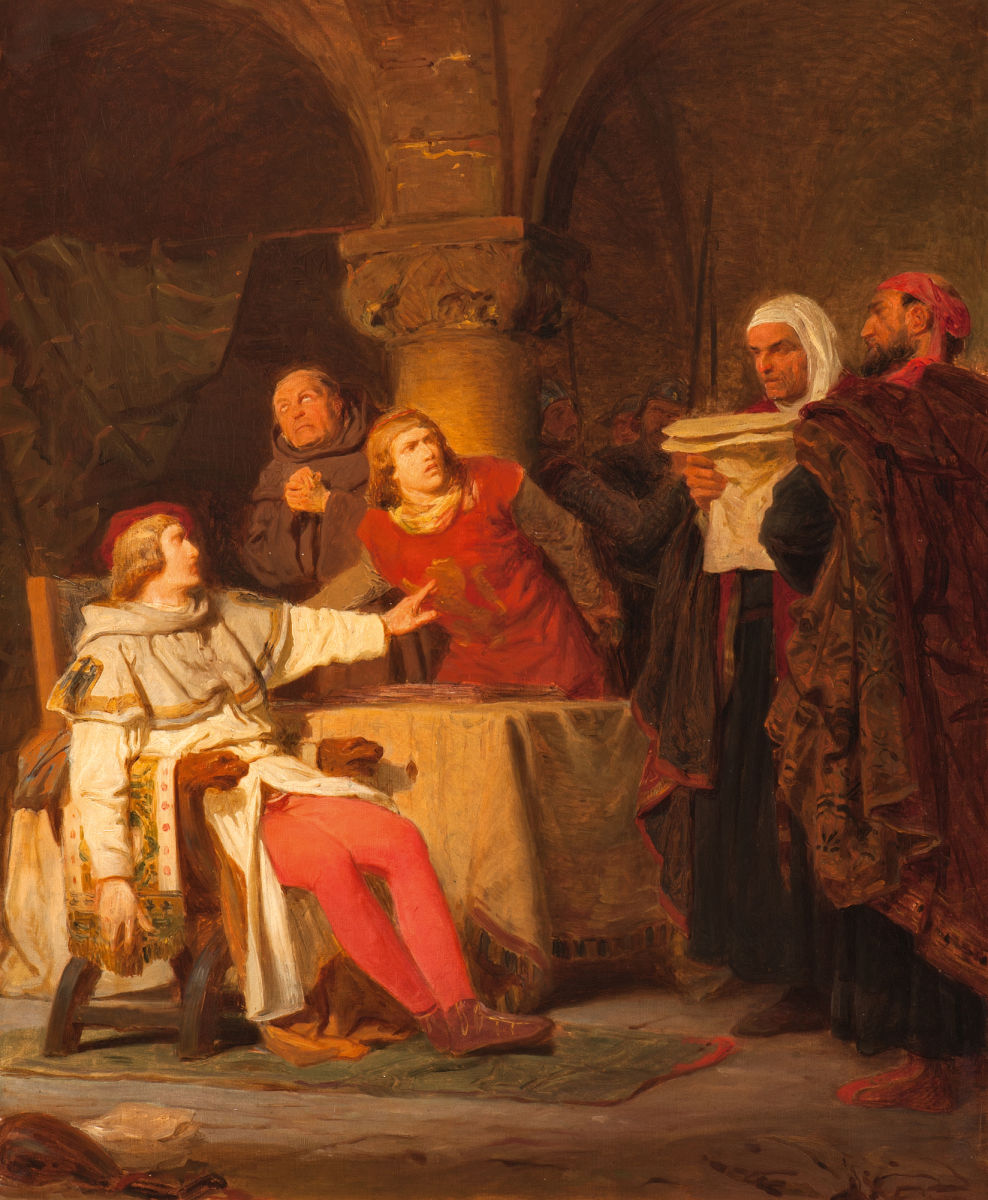
《康拉丁被宣判死刑》，1868
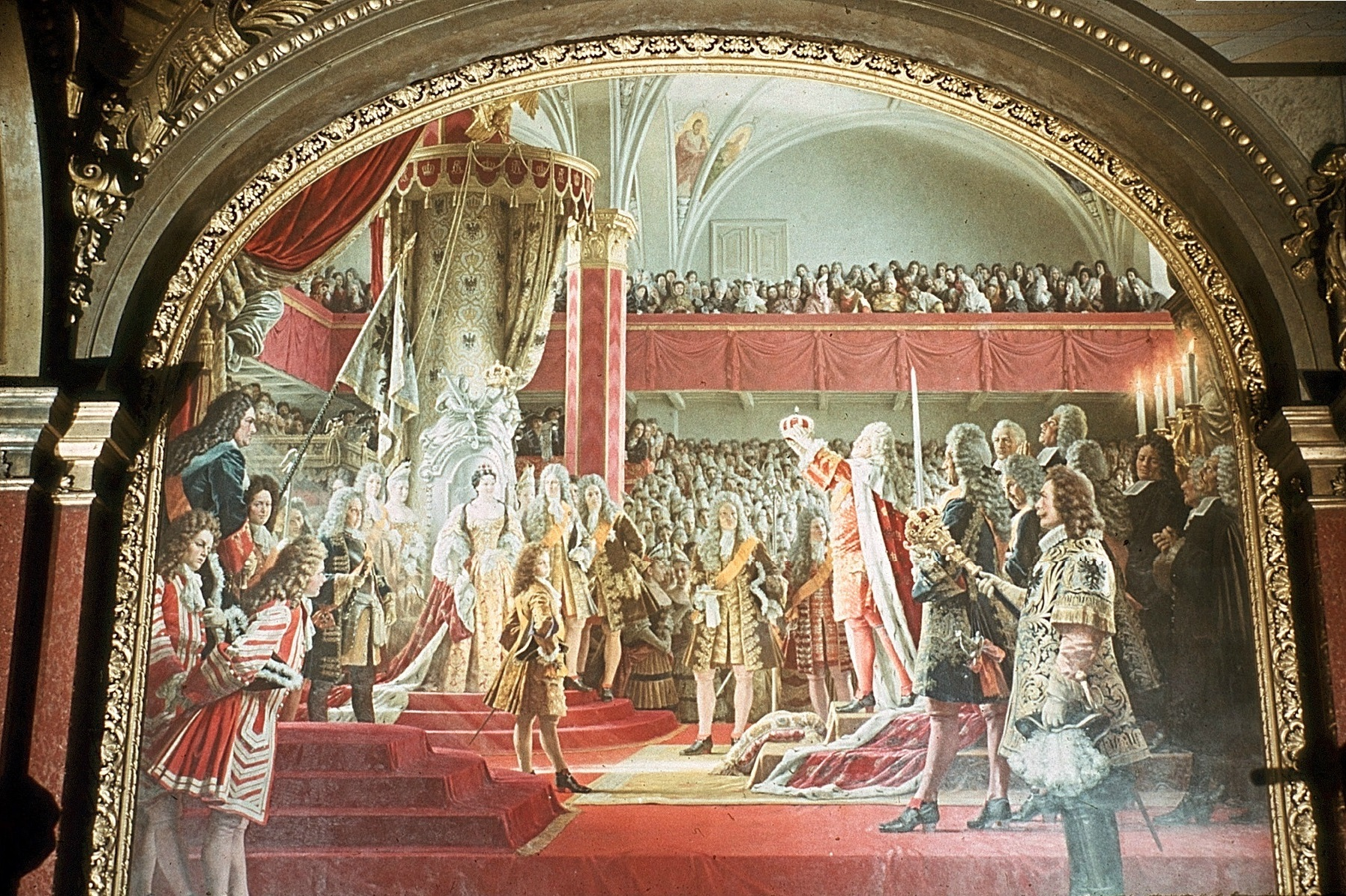
《腓特烈三世加冕成为普鲁士国王》，1887
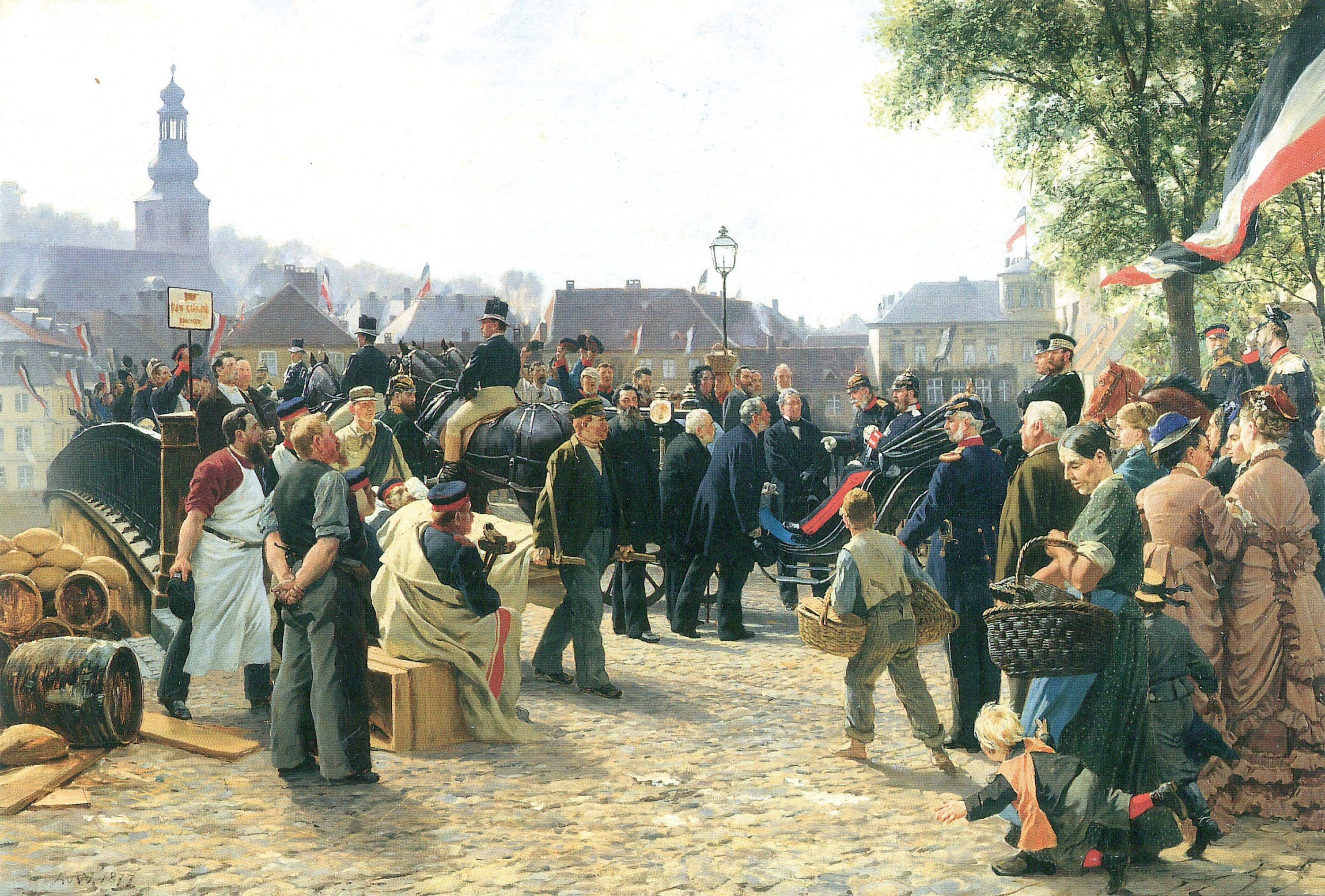
《威廉一世抵达萨尔布吕肯》，1877